# Tai Wo
Tai Wo – stacja systemu kolei miejskiej MTR w Hongkongu. Stacja znajduje się na Nowych Terytoriach na trasie linii East Rail Line. Stacja została otwarta 9 maja 1989 roku. Stacja znajduje się w pobliżu rzeki Lam Tsuen.  
Stacja składa się z dwóch platform. Z pierwszej odjeżdżają pociągi w stronę stacji Fanling, zaś z drugiej platformy w stronę stacji końcowej Hung Hom. Pociągi odjeżdżają ze stacji w godzinach od 5:47 do 23:35.